# Залісцівська сільська рада (Рожищенський район)
| Залісцівська сільська рада — колишня адміністративно-територіальна одиниця та орган місцевого самоврядування у Рожищенському районі Волинської області з адміністративним центром у с. Залісці. Припинила існування 16 листопада 2017 року через об'єднання до складу Копачівської сільської територіальної громади Волинської області. Натомість утворено Залісцівський старостинський округ при Копачівській сільській громаді. Історична дата утворення: в 1991 році. Сільській раді були підпорядковані населені пункти: - с. Залісці - с. Ужова |

## Склад ради
Рада складалася з 12 депутатів та голови.

### Керівний склад ради
| ПІБ                              | Основні відомості                                                 | Дата обрання | Дата звільнення |
| -------------------------------- | ----------------------------------------------------------------- | ------------ | --------------- |
| Ковальчук Анатолій Ростиславович | Сільський голова, 1962 року народження, освіта, безпартійний      | 26.03.2006   | 31.10.2010      |
| Ковальчук Анатолій Ростиславович | Сільський голова, 1962 року народження, освіта вища, безпартійний | 31.10.2010   | 28.10.2015      |
| Микитюк Галина Степанівна        | Сільський голова, 1981 року народження, освіта вища, безпартійний | 28.10.2015   | 29.10.2017      |

Примітка: таблиця складена за даними джерела

## Населення
За переписом населення України 2001 року в сільській раді мешкало 619 осіб.

### Мова
Розподіл населення за рідною мовою за даними перепису 2001 року:
| Мова       | Відсоток |
| ---------- | -------- |
| українська | 99,03 %  |
| російська  | 0,97 %   |